# 扎科·杜洛维奇
扎科·杜洛维奇 (塞尔维亚西里尔文:Жарко Ђуровић；1961年8月1日—) 塞尔维亚退役足球运动员。
杜洛维奇的职业生涯大部分在贝尔格莱德红星度过，在那里，他赢得了两次南斯拉夫足球甲級聯賽冠军。
在2010年，杜洛维奇重返贝尔格莱德红星，被罗伯特·普罗辛内茨基任命为助理教练。
2015年8月，杜洛维奇来到广州富力，担任德拉甘·斯托伊科维奇的助手。

## 荣誉
贝尔格莱德红星
- 南斯拉夫足球甲級聯賽: 1983-84, 1987-88
- 南斯拉夫盃: 1981-82